# Les aventures mystérieuses et rocambolesques de l’agent spatial
Les aventures mystérieuses et rocambolesques de l’agent spatial ist ein zwischen 1985 und 1986 erschienener frankobelgischer Comic. 

## Handlung
Rick Master und Kommissar Bourdon werden von einem Außerirdischen entführt, der aufgrund eines Auftrages einige typische menschliche Exemplare zwecks Forschung aufspüren soll, was zu allerlei Verwicklungen mit anderen Comicfiguren führt und schließlich auf dem Dach des Hauses Le Lombard in Brüssel endet.

## Hintergrund
Aus Anlass des 40. Geburtstages des Magazins Tintin entstand diese Fortsetzungsgeschichte, in der jeder Zeichner auf jeweils einer Seite seine eigene Comicfigur in die Erzählung einfügen konnte. Die sechzig Seiten lange Geschichte erschien zwischen 1985 und 1986 in Tintin und wurde 1986 von Lombard im Band L’Aventure du journal Tintin - 40 ans de bandes dessinées von Philippe Goddin eingefügt.

## Serien
1. Ric Hochet (1985) (auf dt. in Band 14 der Rick Master-Gesamtausgabe von Splitter erschienen)
2. Clifton (1985) (auf dt. in Band 4 der Percy Pickwick-Gesamtausgabe von Splitter erschienen)
3. Bruno Brazil (1985) (auf dt. in Band 11 der Bruno Brazil-Ausgabe im All-Verlag erschienen)
4. Le Chevalier blanc (1985)
5. Martin Milan (1985)
6. Mr Magellan (1985, 1 Seite)
7. Comanche (1985) (auf dt. in Band 10 der 15-bändigen Comanche-Ausgabe bei Splitter erschienen)
8. Jonathan (1985)
9. Cubitus (1985)
10. Robin Dubois (1985)
11. Bob Morane (1985)
12. Nahomi (1985)
13. Ian Kaledine (1985)
14. Les Casseurs (1985)
15. Mausi und Paul (1985)
16. Buddy Longway (1985)
17. Le p’tit prof (1985)
18. Thorgal (1985)
19. William Lapoire (1985)
20. Aria (1985)
21. Barelli (1985)
22. Julie, Claire, Cécile (1985)
23. Tetfol (1985)
24. Olivier Rameau (1985)
25. Capitaine Sabre (1985)
26. Marie Meuse et Gilles Roux (1985)
27. Papilio (1985)
28. Hans (1985) (auf dt. in Band 1 der 3-bändigen Gesamtausgabe bei Splitter erschienen)
29. Tounga (1985) (die Seite ist zwar ganzseitig im redaktionellen Teil von Band 5 der deutschen Gesamtausgabe durch KULT Comics enthalten, allerdings nicht ins Deutsche übersetzt, sondern es wurde hier die holländische Version aus Kuifje veröffentlicht)
30. Monsieur Edouard (Tintin, 1985)
31. Simon du Fleuve (1985)
32. Quick et Flupke (1985)
33. Alain Chevallier (1985)
34. Corentin (1985)
35. Hugo (1985)
36. Harald le Viking (1985)
37. Chick Bill (1985)
38. Brelan de dames (1985)
39. Vasco (1986)
40. Dan Cooper (1986)
41. Bob et Bobette (1986)
42. Bruce J. Hawker (1986)
43. Platon, Torloche et Coquinette (1986)
44. Bernard Prince (1986) (auf dt. in Band 15 der 19-bändigen Ausgabe bei Kult Editionen de Luxe erschienen)
45. Donjons et dragons (1986)
46. Lester Cockney (1986)
47. Spaghetti (1986)
48. Adler (1986) (auf dt. in Band 1 der dreibändigen Gesamtausgabe bei Kult-Comics erschienen)
49. Chlorophylle (1986)
50. Neige (1986)
51. Taka Takata (1986)
52. Arlequin (1986)
53. Niky (1986)
54. Jugurtha (1986) (auf dt. in Band 4 der Gesamtausgabe bei FINIX Comics erschienen)
55. Pom et Teddy (1986)
56. Tchalette (1986)
57. Cranach de Morganloup (1986)
58. Chevalier Ardent (1986)
59. Rork (1986)
60. Tintin (1986)